# サトルとサヤカ
サトルとサヤカは、ソニー・コンピュータエンタテインメントのアクションゲーム『サルゲッチュ3』で主人公を務める双子のキャラクター。また、アニメ『サルゲッチュオンエアー』にも少しだが登場する。

## 概要
2人とも同じ小学4年生の双子。性格も容姿も似ていないが、目は二人とも同じ明るい蒼色。ハカセの元助手のアキエと生活している。2人とも同じデザインの同じ赤色のケータイを持っている。このケータイは、着信があると振動し、発光する。ちなみに、これはフィールド各所にサポートアイテムとして浮かんでいる。
ゲーム内でははじめに二人の内どちらか一方を選択し、選んだ方をプレイヤーキャラクターとしてゲームを進めるが、ウッキーファイブ戦時以外のムービーでは二人が同時に出ている。操作方法などを教えるケータイフォンではアキエが解説するのが基本だが、たまにプレイヤーキャラとして選ばなかったキャラクターも登場する。

## キャラ選択による相違点
- 一部のガチャメカの形状が違う。サトルの場合は一般の形だが、サヤカの場合は以下のような物になる。
  - メカボーは敵を殴る部分がピンク色、柄は赤色、つばは王冠の形。
  - ダッシュフープはピンク色になる。
  - パチンガーは真ん中の水晶のような部分がハート型になる。
  - メカヨンクは軽自動車のような可愛らしいデザイン（下記）。
  - トビトンボは羽の部分がハートのような形になる。
- ステージ各所に『サヤカファンクラブ』のピポサルがおり、サヤカでそれらのサルに近づくとメロメロになったのと緊張とで勝手に気絶する[1]。
- 上記のケータイフォンでの会話とウッキーファイブ戦時のムービー（主にイエロー、ピンクでは大きく）が若干違う。
- ドクタートモウキとの決戦では、二人のうちプレーヤーキャラクターが『ロボット』に乗ってトモウキのメカ『トモウキング』と戦闘し、もう一方は『フライングタートル号』に乗って何をするでもなくトモウキタワーの周囲を飛び回っている。
- スペクターとの対決ではプレーヤーキャラクターでない方が操縦する『フライングタートル号』の上でプレーヤーキャラクターが巨大な『キングゴリアック』と戦う。
- スペクターとの決戦ではプレーヤーキャラクターはガチャメカの攻撃でムービーで掛かった罠を破壊できるが、もう一方はずっと罠に掛かったまま。

## サトル
男の子。一人称は『オレ』。『サルゲッチュ3』にて主人公を務める双子の弟の方。
担当声優は竹内順子。

### 人物（サトル）
双子の姉サヤカ（後述）を「姉ちゃん」、アキエとナツミを「～（名前）さん」、ドクタートモウキを「鬘のおじさん」と呼んでいる。サヤカからは「サトル」、それ以外のヒトからは「サトル君」、ウッキーホワイト、ブルー、レッドからは「小僧」、ピンクからは「おまえ」、イエローからは「ぼうや」と呼ばれている。好きな教科は『体育』で、教科ではないが『給食』も入る。運動神経は良く、サヤカ曰く「サトルは運動だけは得意」で、ゲーム中でサヤカより移動が速く、ジャンプで高く跳べる。いつもサヤカにからかわれてばかりだが、互いに強く信頼し合っている。
また、心優しくもあり、トモウキの秘密が明かされた時には人の嫌がることで爆笑するスペクターに対して激怒し、その言葉が心に響いたトモウキを改心させた。野球が好きで、野球の背番号3のユニフォームを着ている。この背番号は、一種類を除いたへんしんと頭にいつもゴーグルをつけており、こちらも二種類を除いてへんしんしても付いたまま。髪の色は青紫色。特徴的に立った髪形をしており「走りまくったり泳ぎまくったりしているのに何でサトルの髪は立ったままなんだ?」とゲーム内モンフィクションコーナーにて疑問をもらしているサルがいる。
ウッキーイエローから気に入られ、始終遊ばれっぱなしだったが最後には勝利する。ウッキーホワイトとの対決の際、彼のドラゴンを見て「そのドラゴンかっこいいね!」と絶賛していた。
乗り物では『スポーツカー』が、『メカヨンク』のボディでは『ノーマルボディ・レーシングカータイプ』がお気に入り。また、『ゲッチュマン』では、『ゲッチュマン・サンダー』という何かしらの変身ヒーローのような姿になる。ピポサルを見るのは初めてだったらしく、その存在に漠然と驚いていた。
ミニゲーム「メサルギアソリッド」ではカケル、ヒカル、サヤカと共に林間学校に出ていた。

### アニメでの活躍（サトル）
第二期前半から登場。キャラクター設定はゲームとほとんど同じ。テレビスタジオ前に群がるサルをゲッチュしようとするカケル達の前に、『サルゲッチャー、サトル・サヤカブラザーズ』として劇的に登場。その直後、サヤカ関係で3人で海外に渡る直前に、『ピポトロンブラザーズ』によってサヤカがガチャメカを持っていない状態でさらわれてしまう。サヤカを救出するためサトルはカケル達とともにピポトロンの潜伏している劇場へ突入する。合流したサヤカと共に『バケルギア』による『へんしん』で、ピポトロンの企みをつぶし、サヤカ救出に成功するものの、2とも試作段階の『バケルギア』を使い過ぎて壊す。その後、予定には多少遅れたものの、無事に3人で海外へ渡る。
『人類サル化計画』では、早い段階でサルになる。カケルがスペクターを倒したことで元に戻る。
『ロボット対決編』ではサヤカと一緒にハカセロボ開発の手伝いをしていた。

## サヤカ
『サルゲッチュ3』にて主人公を務める双子の姉。
担当声優は野中藍。

### 人物（サヤカ）
現在大ブレイク中でヒト界はもちろんサル界にもファンが多数いるほどの超人気アイドル。女の子。代表曲は「HAPPY☆センセーション」で、ゲーム内のギャラリーに収録されている。一人称は『わたし』。
双子の弟サトルを「サトル」、アキエを「アキエおばさん」、ナツミを「ナツミさん」と呼ぶ。サトルから「姉ちゃん」、それ以外のヒトから「サヤカちゃん」、ホワイトからは「小娘」、ウッキーレッドからは「姑娘（クーニャン）」、イエローからは「あんた」、ブルーからは「お嬢さん」、ピンクからは「おまえ」と呼ばれている。好きな教科は『音楽』と『国語』。サトルをからかうのが好きだが、彼のことをとても大切に思っており、互いに強い絆で結ばれている。
強気な面もあり、ウッキーホワイトに「そこどきなさいよ」といい、ドラゴンは「間抜けな顔」と罵倒し、ウッキーブルーや、ウッキーレッドに「自分には敵わない」と豪語する相手に対し、「アイドルだからってなめないでよね！」と言い返す。スペクターの罠にかかったことがある。また、作中では二度も家を出ようとするサトルにドアをぶつけている。
仕事のときも基本的に、同じ服装（首元から腰までの黒い防護スーツを着た上から、ピンクの上着と白のミニスカートを履いている）をしていて、平常時はその服装に青いウサギの形をしたリュックサックを背負っている。モンフィクションコーナーにて、「娘が欲しがっているから」と、このリュックを盗もうと狙っている泥棒サルがいる。髪型はツインテールが基本だが、へんしんによっては変化する。ウッキーイエローから嫌味を言われた時はかなり険悪していた。ウッキーピンクからは（怒れる人格で）ベタ褒めされるが、アイドル同士である故に一方的にライバル視される。
『メカヨンク』のボディでは『ノーマルボディ・乗用車タイプ』がお気に入り。また、彼女の『ゲッチュマン』は、『ゲッチュマン・フェアリー』という何かしらの美少女戦士のような姿になる。サトルとは違ってピポサルを見たことはあるらしい。
運動神経もかなりよく、サトル曰く「姉ちゃんは運動も得意」で、ゲーム中、サトルと比べて動きに小回りがきく。また、サルの中には彼女のファンのサルもおり、彼女を見ると気絶してしまうため、サトルよりはゲッチュがしやすいという利点がある。同時にサトルに比べるとファンタジーナイトの魔法陣が少し広くなっている。
ミニゲーム「メサルギアソリッド」ではカケル、ヒカル、サトルと共に林間学校に出ていた。

### アニメでの活躍（サヤカ）
第二期前半から登場。キャラクター設定はゲームとほとんど同じだが、『SMDEテラウマカレー』のCMに出演したり、海外デビューなど、ゲームよりやや大きめの新人となっている。テレビスタジオ前に群がるサルをゲッチュしようとするカケル達の前に、『サルゲッチャー、サトル・サヤカブラザーズ』として劇的に登場。その際彼女はハート型のサングラスをかけていた。その直後、彼女の海外デビューのため、渡米する直前に『ピポトロンブラザーズ』にガチャメカを持っていない状態で誘拐される。ピポトロンの潜伏していた劇場で縛り上げられ、ピポトロンレッドの計画と歌の歌詞を聞いた後、その曲を「センスない」と一蹴し、バラエティ番組で習得した『縄抜けの術』で縄を解き、隠し持っていた『バケルギア』で形勢逆転を狙うが、間違えてドーナツを持ってきてしまっていたため、絶体絶命になってしまう。しかし、危機一髪でサトル達に助けられ、サトルが持ってきた『バケルギア』による『へんしん』を使って戦うが、試作段階の『バケルギア』を使い過ぎて壊す。その後、予定には多少遅れたものの、無事に3人で海外へ渡る。
『人類サル化計画』では、早い段階でサルになる。カケルがスペクターを倒したことで元に戻る。
『ロボット対決編』では二人でハカセロボ開発の手伝いをしていた。